# Ängesbäcken
Ängesbäcken är en å i södra Lappland, Vilhelmina kommun. Dess upprinningsområde består av två grenar, Storängesbäcken och Lillängesbäcken.
Från Bräntholmmyran, öster om Måsberget 670 m ö.h. kommer Lillängesbäcken, och från Ängessjön mitt i Vojmsjölandet tar Storängesbäcken sin början. Via Djupselet och Kojselet tar den sig vidare till den punkt, där de båda bäckgrenarna rinner ihop på myrarna nordost om Stor-Tallberget. Härifrån heter ån enbart Ängesbäcken. Från Heligsjön kommer sedan ett mindre biflöde, och ger Ängesbäcken nytt vatten. På sin vidare färd tar den sig genom Storselet innan nästa mindre biflöde, en jokk från Gökfjället kommer med påfyllning.
Fäbodbäcken från Fäbodberget är det sista biflödet som faller ut på det stora myrkomplexet, nordväst om Nästansjö som avvattnas av Ängesbäcken. Här kan man även besöka det sevärda Ängesbäcksfallet. Myrarna har namn som Tjädermyran, Kojmyren, Rumpmyran, Kläppmyran, Golesmyran och Flatmyran. 
Därefter avvattnar Ängesbäcken tillsammans med Huvudsjöbäcken, det andra stora myrkomplexet efter Nästansjön med Bredviksmyran och Lagmyran, där Ängesbäcken även rinner ihop med Krokbäcken, som har sitt upprinningsområde i trakterna runt Heligfjället.
Tillsammans följs sedan de båda bäckarna åt till utloppet vid udden av Ånäset i Nästansjön, vars utlopp via Nästansjöån så småningom hamnar i Volgsjön och slutligen i Ångermanälven.